# Shimmer und Shine
Shimmer und Shine (Originaltitel: Shimmer and Shine) ist eine US-amerikanische animierte Zeichentrickserie. Am 24. August 2015 erfolgte die Erstausstrahlung auf Nickelodeon US, im deutschsprachigen Raum startete die Serie im Pay-TV auf Nick Jr. am 17. Januar 2016, im Free-TV lief Shimmer und Shine erstmals am 5. April 2017 auf Nickelodeon. Die Serie richtet sich an Kinder im Vorschulalter.

## Handlung
Die Zwillinge Shimmer und Shine sind zwei junge Flaschengeister („Dschinnis in Ausbildung“) im Fantasiereich Zahramay Falls, die ihrer menschlichen Freundin Leah, die sie aus ihrer Flasche (worin sich Zahramay Falls befindet) befreit hat, jeden Tag drei Wünsche erfüllen.  Da Shimmer und Shine noch sehr jung sind, geht bei der Erfüllung der Wünsche oft etwas schief, woraufhin alle gemeinsam die entstandenen Situationen meistern und auflösen müssen. In der ersten Staffel müssen sie dabei stets aufpassen, dass Zac, Leahs Freund, nichts von der Existenz der Dschinnis bemerkt. Ab der zweiten Staffel weiß Zac um die Existenz der Geister und die Handlung findet hauptsächlich in Zahramay Falls statt, wo viele andere Dschinnis und Fabelwesen leben.

## Episoden
Bis Februar 2020 wurden 86 Folgen der Serie in vier Staffeln veröffentlicht. Dabei gibt es sowohl Folgen, die eine einzelne Episode enthalten, als auch in zwei separate Geschichten unterteilte Folgen.

## Synchronisation
Die deutschsprachige Synchronisation der Serie übernahm die SDI Media Germany GmbH in Berlin, Dialogregie führte Jill Schulz.
| Rolle   | Englischer Sprecher | Deutscher Sprecher |
| ------- | ------------------- | ------------------ |
| Shimmer | Eva Bella           | Peggy Pollow       |
| Shine   | Isabella Cramp      | Lydia Morgenstern  |
| Leah    | Alina Foley         | Luisa Wietzorek    |
| Zac     | Blake Bertrand      | Christian Zeiger   |

## Rezeption
Die US-amerikanische Organisation Common Sense Media, die Fernsehserien vor allem nach erzieherischen und kindgerechten Motiven beurteilt, vergibt an Shimmer und Shine drei Sterne von fünf möglichen. Positiv sei der Aspekt der Serie, dass man auch Fehlern mit einer positiven Einstellung gegenübertreten kann sowie das Lernen daraus, allerdings sollten Eltern auch beachten, dass realistische Konsequenzen der problematischen Situationen, die im echten Leben entstehen könnten, in der Serie nicht dargestellt werden.

## Sonstiges
Die Schöpferin von Shimmer und Shine, Farnaz Esnaashari-Charmatz, nannte in einem Interview die US-amerikanische Sitcom Bezaubernde Jeannie als eine ihrer Inspirationsquellen für die Serie. Die Darstellerin der Jeannie, Barbara Eden, übernahm in der Folge The Crystal Queen (zweite Staffel) die Synchronisation der Rolle der Kaiserin Caliana.